# Dominique Gaigne
Dominique Gaigne, né le 3 juillet 1961 à Pacé (Ille-et-Vilaine), est un coureur cycliste français.

## Biographie
Au printemps 1983, il crée la surprise en remportant le prologue du Tour d'Espagne. Il doit céder le maillot amarillo quelques jours plus tard à la suite de son abandon après une chute : la manche de son maillot de leader s'est prise dans les rayons de sa roue avant. L'été suivant, il remporte, le 6 juillet 1983, la 5e étape, Le Havre-Le Mans, du Tour de France.
En 1986, il s'empare pour une journée du maillot jaune du Tour de France au détriment de son coéquipier Thierry Marie. Son directeur sportif chez Système U, Cyrille Guimard, n'ayant pas apprécié ce qu'il considéra comme une trahison, le laisse libre pour la saison suivante.
Après sa carrière, il devient maçon,.

## Palmarès

### Palmarès amateur
- 1981
  - 1re étape du Tour d'Émeraude
  - 2e étape des Boucles de l'Oust
- 1982
  -  Champion de France des comités[n 1]
  - Champion d'Ille-et-Vilaine sur route
  - Boucles de l'Oust :
    - Classement général
    - 1re et 2e étapes

  - Tour d'Ille-et-Vilaine :
    - Classement général
    - 1re et 2e étapes

  - 2e du Critérium de La Machine

### Palmarès professionnel
| - 1983 - Prologue du Tour d'Espagne - 5e étape du Tour de France - 1984 - 1re étape du Tour d'Italie (contre-la-montre par équipes) - 4e étape du Tour de France (contre-la-montre par équipes) - 1985 - Prologue et 5e étape (contre-la-montre) de l'Étoile des Espoirs - 2e du Tour de Vendée - 2e de l'Étoile des Espoirs | - 1986 - 2e étape du Tour de France (contre-la-montre par équipes) - Classement général du Tour du Limousin - 1987 - 2e du Tour d'Armorique - 2e de la Flèche finistérienne - 1989 - Binche-Tournai-Binche |  |

## Résultats sur les grands tours

### Tour de France
4 participations
- 1983 : 65e, vainqueur de la 5e étape
- 1984 : 121e, vainqueur de la 4e étape (contre-la-montre par équipes)
- 1985 : 116e
- 1986 : 85e, vainqueur de la 2e étape (contre-la-montre par équipes),  maillot jaune durant une étape

### Tour d'Italie
2 participations
- 1984 : 83e, vainqueur de la 1re étape (contre-la-montre par équipes)
- 1988 : abandon (14e étape)

### Tour d'Espagne
2 participations
- 1983 : abandon (5e étape), vainqueur du prologue,  maillot amarillo durant cinq étapes
- 1989 : 82e